# Andrzej Kołakowski
Andrzej Paweł Kołakowski (ur. 12 sierpnia 1964 w Międzyrzeczu) – polski pieśniarz, poeta, pedagog, publicysta, nauczyciel akademicki, działacz opozycyjny w okresie PRL.

## Życiorys
Ukończył pedagogikę na Katolickim Uniwersytecie Lubelskim, studiował tam w latach 1983–1989, w 2006 obronił pracę doktorską na temat System instytucjonalnej opieki całkowitej nad dzieckiem w Polsce w latach 1945–1956 i jego realizacja w domach dziecka w województwie gdańskim. Mieszka w Gdańsku. Pracował jako wychowawca i katecheta w Zespole Placówek Opiekuńczo-Wychowawczych w Gdańsku. Od 2006 jest pracownikiem naukowym Uniwersytetu Gdańskiego. Publikował felietony i artykuły historyczne w „Naszym Dzienniku”. Napisał i wydał drukiem kilka książek z zakresu historii wychowania w Polsce.
Od 1985 działał w Liberalno-Demokratycznej Partii „Niepodległość”. Uczestniczył w proteście głodowym w Kościele Narodzenia NMP w Krakowie. Zajmował się drukiem i kolportażem pism podziemnych. Zorganizował kilka demonstracji antykomunistycznych w Międzyrzeczu i Lublinie.
Od wielu lat koncertuje, wykonując swoje piosenki o tematyce historyczno-religijno-społeczno-politycznej, przy akompaniamencie gitary. Pierwszy sukces to II nagroda na Ogólnopolskim Przeglądzie Piosenki Autorskiej w Hybrydach (1984). Obecnie daje koncerty w Polsce i za granicą.
Inspiracją dla twórczości Andrzeja Kołakowskiego są rzeczy, które nie przemijają i są zawsze obecne w życiu człowieka, a więc wiara, nadzieja i miłość. Wszystkie one znajdują odbicie w historii, stąd też ballady historyczne służą nie tylko upamiętnieniu osób i wydarzeń, ale ukazaniu znaczenia tych wielkich wartości w życiu ludzkim. Nakładem Fundacji Antyk, zostały wydane: kaseta Kontrrewolucja, wznowiona w postaci płyty kompaktowej w sierpniu 2009, oraz płyta Oskarżeni o wierność, nagrane z towarzyszeniem skrzypka Kazimierza Zagórskiego. Trzecia płyta, zawierająca piosenki Włodzimierza Wysockiego, została wydana przez wydawnictwo Antyk w listopadzie 2010.
W 2013 nakładem Antyku ukazały się dwa dwupłytowe wydawnictwa: Requiem dla poległych, oraz Ktoś nam zabrał młodzieńcze marzenia. Ta ostatnia zawiera piosenki z lat dziewięćdziesiątych, tyczące się tematyki bardziej uniwersalnej i ogólnej. Jest to remastering kasety demo nagranej „do szuflady” około 1995 roku.
W 2014 zasiadł w Komitecie Honorowym Fundacji „Łączka”, sprawującej opiekę i działalność wspierającą wobec Kwatery na Łączce.
Wszedł w skład komitetu wspierającego kandydaturę Karola Nawrockiego na prezydenta RP w wyborach w 2025.

## Odznaczenia
W 2009, za wybitne zasługi dla niepodległości Rzeczypospolitej Polskiej, za działalność na rzecz przemian demokratycznych, za osiągnięcia w podejmowanej z pożytkiem dla kraju pracy zawodowej i społecznej, został odznaczony przez prezydenta RP Lecha Kaczyńskiego Krzyżem Kawalerskim Orderu Odrodzenia Polski.
W 2017 postanowieniem prezydenta RP Andrzeja Dudy został odznaczony Krzyżem Oficerskim Orderu Odrodzenia Polski za wybitne zasługi w pielęgnowaniu pamięci o najnowszej historii Polski, a w szczególności o dziejach Żołnierzy Niezłomnych. Postanowieniem z tego samego roku otrzymał także Krzyż Wolności i Solidarności.

## Rodzina
Mąż Anny Kołakowskiej, która była gdańską radną z ramienia Prawa i Sprawiedliwości.

## Najbardziej znane utwory
- „Ballada frontowa”
- „Ballada dla Rzeczypospolitej”
- „Ballada Palestyńska”
- „Epitafium dla majora Ognia”
- „Port Magadan”
- „Piosenka o poetach współczesnych”
- „Ballada o moim Jezusie”
- „Przysięga”
- „Sen o Nowogródku”
- „Rozstrzelana armia”
- „Niewolnictwo”
- „Ballada Smoleńska”
- „Dorzynanie Watahy”

## Dyskografia
- Kontrrewolucja – 2002, MC (reedycja na CD w 2009)
- Oskarżeni o wierność – 2009, CD
- Высоцкий wg Andrzeja Kołakowskiego – 2010, CD
- Ktoś nam zabrał młodzieńcze marzenia – 2013, 2 CD – remastering nagrań z lat 90
- Requiem dla poległych – 2013, 2 CD